# Walther von Brauchitsch
Pour les articles homonymes, voir von Brauchitsch.
Walther von Brauchitsch, né le 4 octobre 1881 à Berlin et mort le 18 octobre 1948 à Hambourg, est un militaire allemand, Generalfeldmarschall du Troisième Reich.
Il est commandant en chef de l'armée de terre allemande (Heer) de 1938 à 1941, notamment au cours des deux premières années de la Seconde Guerre mondiale. Il est révoqué en décembre 1941, à la suite de l’échec des troupes allemandes devant Moscou.
Un an et demi plus tôt, le 19 juillet 1940, après le succès de la bataille de France, il avait fait partie du groupe des douze officiers généraux promus par Hitler au grade, jusqu'alors réservé à de rares militaires, de Generalfeldmarschall.

## Biographie

### Origines et études
Brauchitsch est né à Berlin le 4 octobre 1881 en tant que sixième enfant de Bernhard von Brauchitsch (de), général de cavalerie, et de sa femme Charlotte Bertha von Gordon (de). Il est l'oncle au troisième degré du pilote de course Manfred von Brauchitsch et, en tant que beau-frère de Hans von Haeften, il est également l'oncle des résistants Hans Bernd von Haeften et Werner von Haeften. La famille Brauchitsch avait une longue tradition du service militaire, et comme ses ancêtres, Brauchitsch a été élevé dans la tradition du corps des officiers prussiens. Sa famille s'est déplacée dans les cercles sociaux principaux de la haute société de Berlin, et son nom de famille ainsi que le rang militaire de son père l'ont mis sur un pied d'égalité avec n'importe quel officier ou fonctionnaire. Dans son adolescence, Brauchitsch s'était intéressé à la politique, et était fasciné par l'art. Pour l'aider à poursuivre ces intérêts, son père l'inscrit au lycée français de Berlin, plutôt que dans une académie militaire.

### Débuts militaires
En mars 1900, il est incorporé comme lieutenant dans le 3e régiment de grenadiers de la Garde de Charlottenbourg et passe l'année suivante au 3e régiment d'artillerie de campagne de la Garde. Du 10 février 1903 au 31 mai 1903, il suit le 2e cours de l'école de tir d'artillerie de campagne et d'artillerie à pied. Du 1er au 13 mai 1905, il est affecté à la fabrique de fusils de Spandau.

### Première Guerre mondiale
Au début de la Première Guerre mondiale, en août 1914, Brauchitsch a atteint le grade de capitaine et a été nommé officier d'état-major du 16e corps d'armée stationné près de Metz. Pendant la Première Guerre mondiale, il a servi avec la 34e division d'infanterie et le corps de réserve de la Garde. En 1916, il participe à la bataille de Verdun. Dans les deux années restantes du conflit, Brauchitsch a participé à la troisième bataille de l'Aisne, la bataille d'Armentières et l'offensive du Printemps. Brauchitsch reçut la 1re classe de la Croix de fer et l'Ordre de la maison de Hohenzollern, et termina la guerre avec le grade de major.

### Allemagne nazie
Lorsque Hitler prend le pouvoir (« Machtergreifung ») et accroît celui de l'armée, Brauchitsch est nommé chef du district militaire de la province de Prusse-Orientale. En 1937, il devient commandant du 4e groupe d'armées[réf. nécessaire]. Même s'il est opposé au national-socialisme, il devient en grande partie dépendant de Hitler après lui avoir emprunté 80 000 Reichmarks afin de pouvoir divorcer et se remarier[réf. souhaitée]. En 1938, il succède au général Werner von Fritsch en tant que commandant en chef de l'Armée de terre (la Heer), après que celui-ci a dû démissionner à la suite de fausses accusations d'homosexualité, dans le cadre de l’Affaire Blomberg-Fritsch.
Brauchitsch est contrarié par la montée en puissance des SS, il craint que cette organisation ne tente de remplacer l'Armée allemande régulière, la Wehrmacht. Il a des différends avec Erich Koch, le Gauleiter de la Prusse-Orientale et Hitler doit s'interposer.
Tout comme le général Beck, il s'oppose à l'annexion de l'Autriche en mars 1938 et à celle de la Tchécoslovaquie en mars 1939, mais il ne s'oppose pas aux plans militaires de Hitler et ne fait rien lorsque Beck lui demande de convaincre l'état-major entier de démissionner si Hitler poursuit son plan d'invasion de la Tchécoslovaquie.
En septembre 1938, un groupe d'officiers ourdit un complot contre Hitler et essaie à plusieurs reprises de convaincre Brauchitsch, en sa qualité de commandant en chef de l'Armée de terre, de diriger le coup d'État prévu, mais celui-ci ne leur promet qu'une chose : « Je ne participerai pas, mais je n'empêcherai personne de passer à l'action. » Alors que le projet de coup d'État n'a pas de suite, Brauchitsch ignore les demandes d'aide de Beck et des autres conspirateurs qui voudraient utiliser l'armée pour renverser Hitler avant que l'Allemagne soit plongée dans la guerre.

### Seconde Guerre mondiale

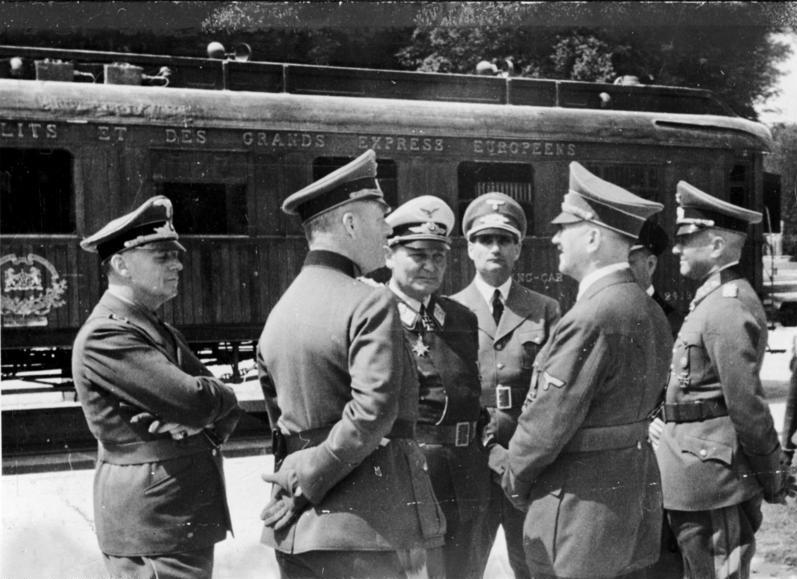
Dans la « clairière de Rethondes » de la forêt de Compiègne, de gauche à droite, Ribbentrop, Keitel (de profil), Göring, Hess (au fond de face), Hitler (de profil), Raeder (caché par Hitler) et Brauchitsch (de profil), devant le wagon de l'Armistice, la veille de la signature de l'armistice du 22 juin 1940.

Le 5 novembre 1939, incité par son second, le chef d'état-major adjoint de l'Armée de terre Franz Halder, par les conspirateurs, et par la plupart des hauts gradés de la Heer qui craignent d'attaquer aussi tôt la France, alors considérée comme la plus grande puissance militaire occidentale, Brauchitsch demande une audience à Hitler pour le convaincre que l'Allemagne ne pourra jamais gagner une guerre prolongée en Europe et le supplie d'abandonner ses plans de conquête. Hitler, furieux, lui adresse des insultes. Halder, présent, est horrifié lorsqu'il aperçoit son supérieur quitter la rencontre « mort de peur ». Hitler rencontre ensuite l'état-major pour déclarer qu'il va écraser l'Ouest en moins d'une année. Il fait également le vœu de « détruire l'esprit de Zossen », une menace qui affole Halder au point d'obliger les conspirateurs à annuler leur deuxième coup d'État planifié.
Le 7 février 1940, Brauchitsch adresse une lettre à tous ses généraux dans laquelle il approuve au nom du Lebensraum toutes les mesures draconiennes prises contre la population polonaise et exige que cessent les critiques contre la politique raciale nazie.
En 1940, Brauchitsch devient un élément clé dans la guerre-éclair de Hitler contre l'Ouest, en participant aux modifications des plans militaires pour envahir la France.
Brauchitsch fait partie de la promotion des douze Generalfeldmarschall du 19 juillet 1940.
Le 28 avril 1941, Brauchitsch entérine l'accord conclu le 26 mars 1941 entre Reinhard Heydrich et Eduard Wagner qui autorise la constitution et l'autonomie opérationnelle des Einsatzgruppen sur le théâtre d'opérations de l'Armée de terre.
En novembre 1941, Brauchitsch est victime d’une grave crise cardiaque puis, en décembre, soit six mois après le début de la guerre contre l'Union soviétique, il ne parvient pas à s'emparer de Moscou : cela lui vaut l'hostilité de Hitler qui cherche des boucs émissaires. Hitler le relève alors de ses fonctions et se met à occuper en personne le poste de commandant en chef de l’Armée de terre, à compter du 19 décembre 1941. Brauchitsch est transféré à la Führerreserve (la réserve des officiers) où il reste sans affectation jusqu'à la fin de la guerre. Il n'a jamais revu Hitler après son limogeage,.
Brauchitsch passe les trois dernières années de la guerre dans sa propriété du Schleswig-Holstein,. L'une de ses rares interventions publiques est une déclaration condamnant l’attentat du 20 juillet 1944 contre Hitler, à propos duquel il dénonce plusieurs de ses anciens collègues officiers. Après le conflit, il s'est excusé de cela auprès de Halder, affirmant qu'il avait été contraint d’agir ainsi pour sauver la vie d’un membre de sa famille,.

### Procès et mort
Après la guerre, en août 1945, Brauchitsch est arrêté dans sa propriété ,  il est emprisonné au camp 198 en Galles du Sud. Il est notamment accusé de crimes de guerre et de crimes contre l’humanité. Il meurt en 1948 de pneumonie bronchique dans un hôpital militaire contrôlé par les Britanniques à Hambourg avant d'avoir pu être jugé,. Il est enterré au cimetière de Salzgitter, en Basse-Saxe.

## Vie personnelle et famille
En 1910, Brauchitsch se marie pour la première fois avec Elizabeth von Karstedt (de), une riche héritière qui possède 120 000 hectares (1 200 kilomètres carrés) de terres dans le Brandebourg. Le couple a deux fils et une fille, dont Bernd von Brauchitsch (en), qui est devenu officier de la Luftwaffe pendant la Seconde Guerre mondiale et a servi en tant qu'aide de camp de Göring. Brauchitsch divorce d’Elizabeth en 1938, après 28 ans de mariage, pour refaire sa vie avec une femme avec laquelle il avait eu une liaison dans les années 1920.
En effet, en 1925, Brauchitsch avait rencontré Charlotte Rueffer, la fille d’un juge de Silésie. Il avait alors demandé le divorce mais sa femme avait refusé. Charlotte Rueffer s'était mariée peu après avec un directeur de banque appelé Schmidt ; mais ce dernier s'est noyé dans sa baignoire lors d’un voyage à Berlin.
Quand Brauchitsch revient de Prusse-Orientale en 1937, le couple illégitime reprend son idylle. Brauchitsch obtient le divorce et il se remarie aussitôt avec Charlotte.
La famille Brauchitsch comporte quelques noms connus : Adolf von Brauchitsch (en), le frère de Walther, est un général de la république de Weimar ; son neveu Manfred est un célèbre pilote automobile de Grand Prix des années 1930, au volant d’une Flèche d'Argent de Mercedes ; Hans et Werner von Haeften, ayant participé à l'attentat du 20 juillet 1944, sont aussi les neveux de Walther von Brauchitsch.

## Héritage
Selon l'historien William E. Hart (en), Brauchitsch a été le seul officier général allemand en mesure de dire à Hitler, en présence d’autres personnes, que les jours pendant lesquels un caporal pouvait se prendre pour Napoléon étaient révolus ; en effet, Hitler se comparait souvent à Napoléon, ce qui irritait nombre de ses généraux. William E. Hart (en) décrit Brauchitsch comme un homme « agile, nerveux, droit, vif et direct en parole et en action. La sévérité de son nez napoléonien et de ses lèvres pincées était compensée par un regard brun très expressif ».
L'historien Helmut Krausnick le décrit comme « un professionnel hors pair qui était imprégné des traditions de sa profession, mais qui manquait de force de caractère pour être en mesure de traiter avec Hitler ». Franz Halder estimait son ancien chef et collègue comme étant « un personnage exceptionnellement vif et cultivé. Il combinait une silhouette de soldat avec une apparence soignée ». A contrario, l’historien Ian Kershaw dépeint Brauchitsch comme un « individu sans caractère, effrayé par Hitler. Il n'était pas homme à diriger une opposition ou une révolte ».

## Promotions au cours de sa carrière militaire
| Leutnant               | 22 mars 1900     |
| Oberleutnant           | 18 octobre 1909  |
| Hauptmann              | 18 décembre 1913 |
| Major                  | 15 juillet 1918  |
| Oberstleutnant         | 1er avril 1925   |
| Oberst                 | 1er avril 1928   |
| Generalmajor           | 1er octobre 1931 |
| Generalleutnant        | 1er octobre 1933 |
| General der Artillerie | 20 avril 1936    |
| Generaloberst          | 4 février 1938   |
| Generalfeldmarschall   | 19 juillet 1940  |

## Décorations
- Croix de chevalier de l'ordre royal de Hohenzollern avec glaives
- Croix de fer (1914)
  - 2e classe
  - 1re classe
- Croix du Mérite militaire (Autriche) avec décorations de guerre 1915
- Croix de chevalier de 1re classe de l'ordre de Frédéric avec glaives
- Chevalier de l'ordre protestant de Saint-Jean
- Médaille de service de longue durée de la Wehrmacht, de la 4e à la 1re classe
  - Feuilles de chêne sur la 1re classe
- Médaille de l'Anschluss
- Insigne d'honneur en or du NSDAP
- Médaille des Sudètes avec barrette du château de Prague
- Médaille de Memel
- Grand-croix de l'ordre de la Rose blanche le 10 mars 1939
- Ordre du Mérite militaire (Espagne) 4e classe
- Agrafe de la croix de fer (1939)
  - 2e classe
  - 1re classe
- Croix de chevalier de la croix de fer
  - Croix de chevalier le 30 septembre 1939[22]
- Grand-croix de l'ordre de Saint-Alexandre avec glaives
- Ordre de Michel le Brave 3e à 1re classe
- Grand-croix de l'ordre du Mérite hongrois avec glaives
- Grand-croix de l'ordre de la croix de la Liberté, le 25 juin 1942
- Ordre du Soleil levant 1re classe le 26 septembre 1942

## Dans la fiction
- 1949 : La Chute de Berlin, film de Mikhaïl Tchiaoureli, joué par Nikolaï Plotnikov.